# Polylysine
La polylysine est un polymère organique composé de lysine. Cette dernière est un acide aminé qui présente un premier groupe amine en position α et un second en position ε, de sorte qu'on distingue l'α-polylysine de l'ε-polylysine. Il existe deux énantiomères de la lysine : la L-lysine, qui un acide aminé protéinogène, et la D-lysine, qui n'est pas présente naturellement dans les protéines. On distingue par conséquent deux α-polylysines : la poly-L-lysine (PLL) et de la poly-D-lysine (PDL) ; et deux ε-polylysines :  l'ε-poly-L-lysine (EPL), qui est généralement produite sous la forme d'un homopolymère d'environ 25 à 30 résidus de L-lysine, et de l'ε-poly-D-lysine (EPD).

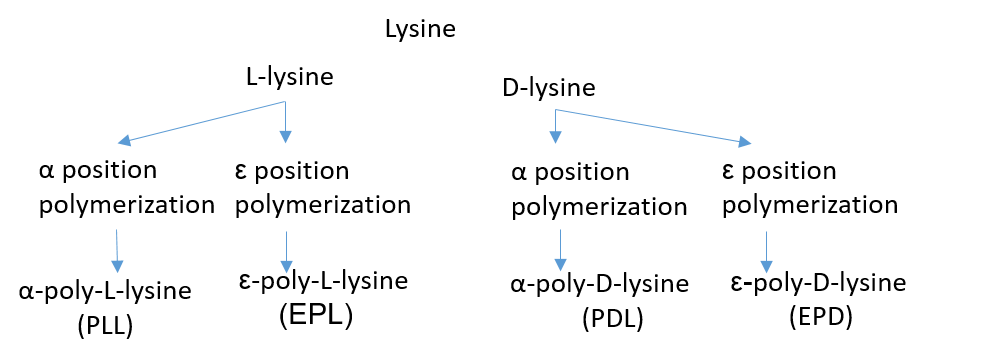
Différents types de polylysines.

La polylysine est un polymère cationique : à pH 7, elle porte des groupes ammonium chargés positivement. C'est un polymère de condensation qui peut être obtenu par synthèse organique. Elle est produite par fermentation naturelle par des bactéries du genre Streptomyces. On utilise généralement Streptomyces albulus (en) pour l'obtenir dans le cadre des recherches scientifiques ainsi que pour la production commerciale d'ε-poly-L-lysine.

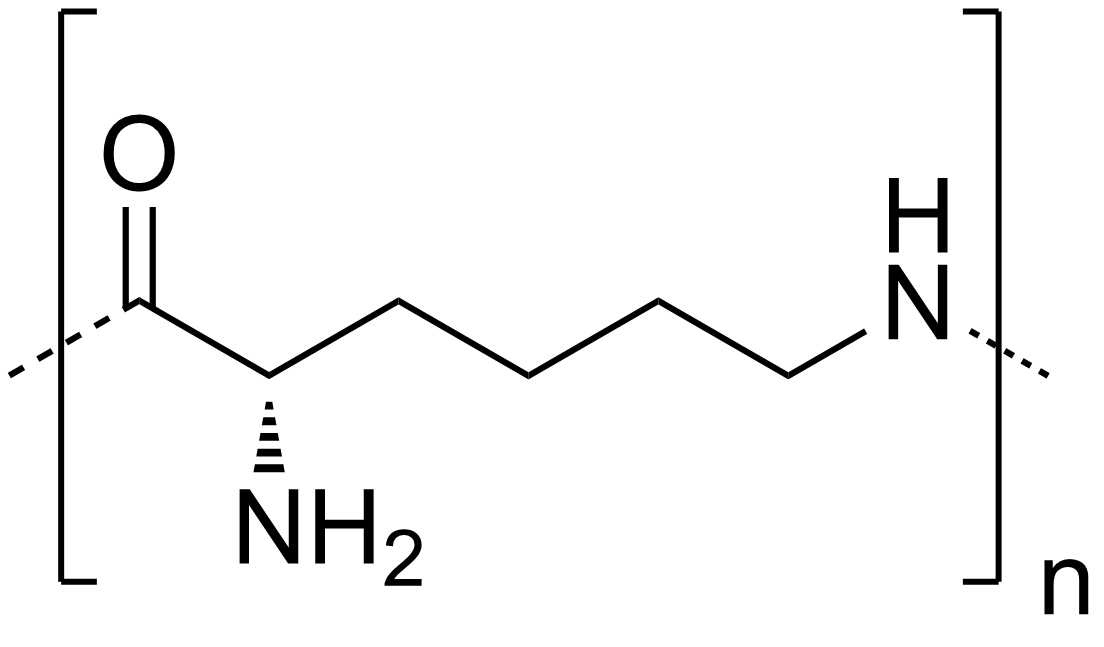
ε-Poly-L-lysine (EPL).

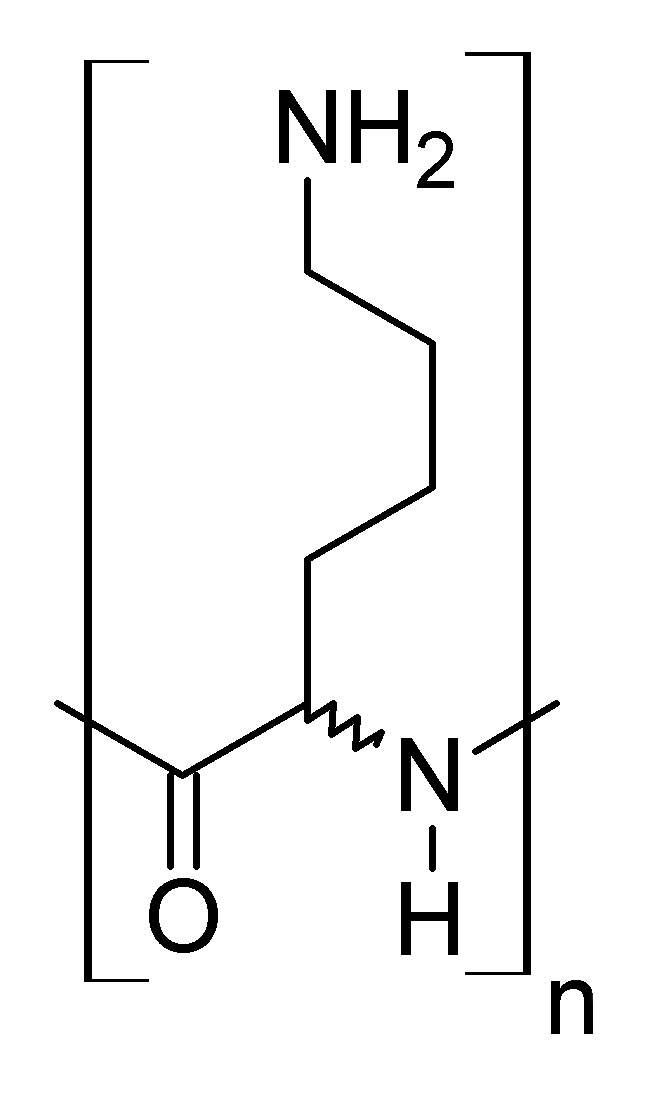
α-Polylysine (α-PL).

L'ε-polylysine tend à être adsorbée à la surface des bactéries sous l'effet du champ électrique entre la membrane externe, chargée négativement, et la polylysine, chargée positivement, ce qui a pour effet de peler l'enveloppe bactérienne ; il s'ensuit une distribution anormale du cytoplasme, ce qui endommage les cellules lors de la fermentation bactérienne. L'ε-poly-L-lysine est de ce fait utilisée comme conservateur alimentaire naturel au Japon et en Corée du Sud, notamment pour le riz cuit, les légumes cuits, les soupes, les nouilles et les sushis. Elle présente un effet antimicrobien contre les levures, les champignons, ainsi que les bactéries à Gram positif et à Gram négatif.
L'α-polylysine est couramment utilisée comme revêtement des boîtes de culture cellulaire pour favoriser l'adhérence des cellules sous l'effet du champ électrique entre la surface des cellules chargée négativement et le polymère chargé positivement. La PDL étant une substance artificielle, contrairement à la PLL, elle est censée résister davantage à la dégradation enzymatique et donc avoir une durée de vie plus longue.
Par ailleurs, la polylysine a une densité de charges positives élevée, ce qui lui permet de former des complexes solubles avec des macromolécules chargées négativement. Des homopolymères ou des copolymères blocs de polylysine sont largement utilisés pour l'administration d'ADN et de protéines. Des nanoparticules à base de polylysine tendent à s'accumuler passivement dans les zones lésées des vaisseaux sanguins à la suite d'un accident vasculaire cérébral en s'agglomérant sur les thrombus nouvellement formés, ce qui ouvre des perspectives pour l'administration localisée de substances actives spécifiquement au niveau des sites à traiter.